# Kristinehamns församling
Kristinehamns församling är en församling i Östra Värmlands kontrakt i Karlstads stift i Svenska kyrkan. Församlingen omfattar hela Kristinehamns kommun i Värmlands län och utgör ett enförsamlingspastorat.

## Administrativ historik
Församlingen bildades 29 oktober 1642 genom en utbrytning ur Varnums församling som 1960 införlivades i denna församling.
Församlingen var till 1960 i pastorat med Varnums församling, fram till 1645 som annexförsamling, därefter som moderförsamling. Från 1960 till 1974 utgjorde församlingen ett eget pastorat för att därefter vara moderförsamling i pastoratet Kristinehamn och Ölme som från 2006 även omfattade Visnums, Visnums-Kils och Rudskoga församlingar.
1 januari 2025 gick församlingarna i pastoratet upp i Kristinehamns församling som samtidigt blev ett enförsamlingspastorat. 

## Organister
| Period    | Namn                                     | Levnadstid | Övrigt   |
| --------- | ---------------------------------------- | ---------- | -------- |
| 1668-1685 | Klas Hansson Merling (Meurling, Mörling) | -1685      | Organist |
| 1686-1711 | Hans Classon Löthman                     | -1713      | Organist |
| 1714      | Haquin Folker                            | 1686-1757  | Organist |
| 1716-1764 | Samuel Hedengran                         | 1695-1764  | Organist |
| 1764-1766 | Samuel Kristoffer Hedengran              | 1735-1801  | Organist |
| 1768-1771 | Karl Fredrik Kindberg                    | 1744-      | Organist |
| 1772-1783 | Johan Staf                               | 1737-1783  | Organist |
| 1783-1791 | Gustav Wikander                          | 1737-1791  | Organist |
| 1791-1798 | Erik Wikander                            | 1739-1804  | Organist |
| 1798-1811 | Johan Anders Ahlander                    | 1798-1811  | Organist |
| 1813-1824 | Karl Fredrik Adamsson                    | 1795-1824  | Organist |
| 1824-1826 | Lars Magnus Broström                     | 1807-1892  | Organist |
| 1827-1843 | Olof Svensson                            | 1804-1843  | Organist |
| 1844-1883 | Karl Adolf Edström                       | 1819-1883  | Organist |

## Kyrkor
- Kristinehamns kyrka
- Ölme kyrka
- Visnums kyrka
- Björneborgs kyrka
- Visnums-Kils kyrka
- Rudskoga kyrka